# میخائیل اگرانوویچ (ریاضیدان)
میخائیل سمیونوویچ آگرانوویچ (روسی: Михаил Семёнович Агранович؛ ۴ ژانویه ۱۹۳۱، مسکو – ۱۴ فوریه ۲۰۱۷) ریاضی‌دان اهل روسیه بود که بر روی معادلات دیفرانسیل با مشتقات جزئی کار می‌کرد و فرمول آگرانوویچ-دینین را معرفی کرد.